# Barrage Little Goose
Le barrage Little Goose est un barrage au Washington aux États-Unis. Il est associé à une centrale hydroélectrique de 810 MW. Sa construction s'est terminée en 1970.